# 板垣李光人
板垣 李光人（いたがき りひと、2002年1月28日 - ）は、日本の俳優。
山梨県出身。スターダストプロモーション制作1部所属。

## 略歴・人物
- 2歳よりモデル活動を行っていた[3]が、小学5年生のときに第1回スターダストプロモーション芸能1部モデルオーディションに合格したことにより現在の事務所に所属[4][5][2]。俳優やモデルとしての活動を開始する[2]。
- 趣味は写真、音楽を聴くこと、アニメを観ること、ゲーム。特技は水泳、イラストを描くこと[6]。描いたイラストは本人のInstagram[7]にアップされることもあり、イラスト本を出版することが夢[8]。
- 「李光人」という名前の由来はドイツ語で「光」を意味するLicht[9]。
- オタクであることを自ら公言している。好きな作品としてアイドルマスター SideM[10]を挙げており、その中でもWの蒼井悠介を推している[11]。
- 自身も出演しているミュージカル『青春-AOHARU-鉄道』シリーズ内では西武狭山線推しであり、「ミュージカル『青春-AOHARU-鉄道』すべての路は所沢へ通ず」を複数回観劇に行っていた[12]。
- 好きなアーティストは椎名林檎。インタビューで「今、一番会いたい人」に関しても椎名林檎を挙げていた[13]。
- 中学生のころに仮面ライダーシリーズにハマり、『仮面ライダー電王』が大好きであったという[2]。
- かがみの孤城プレミアムイベントの質問コーナー[ある日突然どんな願いでも叶えてやろうと言われたら、どんな願いを叶えたい？]にて板垣が「身長が1cmか1.5cmくらい伸びて、165cmになったので、168か169cmくらいになれば170cmっていってもバレないかなと思って(笑)あと3、4cm伸びないかなと思ってます。22歳まで伸びたっていう人もいたので。」と自身の身長が伸びたことをコメントしていた[14]。

## エピソード
- 初写真集『Rihito 18』のカメラマンは先輩俳優の安藤政信、市原隼人、三浦貴大が担当した[15]。これはドラマ『神酒クリニックで乾杯を』（BSテレ東）で共演したことがきっかけ[15]。撮影は鹿児島県屋久島で行った[15]。

## 出演

### 映画
- 奴隷区 僕と23人の奴隷（2014年6月28日、ティ・ジョイ） - 江戸川リュウオウ 役
- 最後の命（2014年11月8日、ティ・ジョイ） - 冴木裕一（幼少期） 役
- ピラメキ子役恋ものがたり〜子役に憧れるすべての親子のために〜（2015年2月21日、よしもとクリエイティブ・エージェンシー） - 谷口秀平 役
- 悪と仮面のルール（2018年1月13日、ファントム・フィルム） - 久喜文宏（幼少期） 役
- 凜-りん-（2019年2月22日、KATSU-do） - 石倉圭 役
- 約束のネバーランド（2020年12月18日、東宝） - ノーマン 役[16]
- ホリミヤ（2021年2月5日、ティ・ジョイ） - 柳明音 役[17]
- ツナガレラジオ〜僕らの雨降Days〜（2021年2月11日、ローソンエンタテインメント） - セルガ 役[18]
- ゾッキ（2021年4月2日、イオンエンターテイメント） - コンビニの店員 役[19][20]
- なのに、千輝くんが甘すぎる。（2023年3月3日、松竹） - 手塚颯馬 役[21]
- 劇場版 君と世界が終わる日に FINAL（2024年1月26日、東宝） - 天城ジン 役[22]
- 陰陽師0（2024年4月19日、ワーナー・ブラザース映画） - 帝 役[23]
- ブルーピリオド（2024年8月9日、ワーナー・ブラザース映画） - 高橋世田介 役[24]
- 八犬伝（2024年10月25日、キノフィルムズ） - 犬坂毛野 役[25]
- はたらく細胞（2024年12月13日、ワーナー・ブラザース映画） - 新米赤血球 役[26]
- ババンババンバンバンパイア（2025年7月4日、松竹） - 立野李仁 役[27][28][29]
- ミーツ・ザ・ワールド（2025年10月24日公開予定、クロックワークス）- アサヒ 役[30]

### テレビドラマ
- 女医・倉石祥子 第2話（2013年8月23日、フジテレビ） - 木下健太（幼少期） 役
- 大河ドラマ（NHK）
  - 花燃ゆ 第1回・第4回（2015年1月4日・25日） - 吉田寅次郎（幼少期） 役
  - 青天を衝け 第18回 - 第27回（2021年6月13日 - 9月19日） - 徳川昭武 役[31][32]
  - どうする家康 第15回 - 第43回（2023年4月23日 - 11月12日） - 井伊直政 役[33][34]
- 相棒 season15 第1話（2016年10月12日、テレビ朝日） - 梶原脩人（少年期） 役
- コールドケース〜真実の扉〜 第5話（2016年11月19日、WOWOW） - 篠田祐樹（中学生） 役
- 屋根裏の恋人 第3話（2017年6月17日、東海テレビ） - 裕治 役
- 先に生まれただけの僕（2017年10月14日 - 12月16日、日本テレビ） - 奥寺涼太 役[35]
- 仮面ライダージオウ（2018年9月2日 - 2019年8月25日、テレビ朝日） - ウール 役[36]
- 神酒クリニックで乾杯を（2019年1月12日 - 3月30日、BSテレ東・テレパック） - 天久翼 役[37][38]
- ここは今から倫理です。（2021年1月16日 - 3月13日、NHK総合） - 都幾川幸人 役[39]
- ホリミヤ（2021年2月16日 - 3月28日、毎日放送） - 柳明音 役[40]
- カラフラブル〜ジェンダーレス男子に愛されています。〜（2021年4月1日 - 6月3日、読売テレビ・日本テレビ） - 主演・相馬周 役[41][42][43]
- 24時間テレビ ドラマスペシャル『生徒が人生をやり直せる学校』（2021年8月21日、日本テレビ） - 乃木翔 役[44]
- 来世ではちゃんとします2 第6話 - 最終話（2021年9月16日 - 9月30日、テレビ東京） - 伊森レオポルト 役[45]
- 風の向こうへ駆け抜けろ（2021年12月18日・25日、NHK総合） - 木崎誠 役 [46]
- 怖い絵本 season4「かっぱ」（2022年1月7日、NHK Eテレ）[47]
- シジュウカラ（2022年1月8日 - 3月26日、テレビ東京） - 橘千秋 役[48]
- インビジブル（2022年4月15日 - 6月17日、TBS） - 沢渡万太郎 （マー君）役[49][50]
- silent（2022年10月6日 - 12月22日、フジテレビ） - 青羽光 役[51]
- 忍者に結婚は難しい 第3話（2023年1月19日、フジテレビ） - 山田和樹 役[52]
- ああ、ラブホテル 〜秘密〜 最終話「ダイバーシティ・ラブホテル」（2023年7月14日、WOWOW） - トオル 役[53]
- フェルマーの料理（2023年10月20日 - 12月22日、TBS） - 乾孫六 役[54]
- マルス-ゼロの革命-（2024年1月23日 - 3月19日、テレビ朝日） - 逢沢渾一 役[55]
- 秘密〜THE TOP SECRET〜（2025年1月20日 - 4月7日、関西テレビ・フジテレビ） - 主演・薪剛 役（中島裕翔とダブル主演）[56]
- しあわせな結婚（2025年7月17日 - 、テレビ朝日） - 鈴木レオ 役[57]
- 連続テレビ小説 ばけばけ（2025年後期放送予定、NHK） - 雨清水三之丞 役[58]

### Webドラマ
- 左ききのエレン 特別エピソード「がんばったで賞なんてないんだから」（2019年、U-NEXT） - 流川春 役
- 今際の国のアリス（2020年12月10日、Netflix） - 水鶏光（学生時代） 役[59]
- 仮面ライダージオウ（2021年） - ウール 役
  - RIDER TIME 仮面ライダージオウ VS ディケイド/7人のジオウ！（2021年2月9日 - 21日、TELASA）[60]
  - RIDER TIME 仮面ライダーディケイド VS ジオウ/ディケイド館のデス・ゲーム（2021年2月9日 - 21日、東映特撮ファンクラブ）[60]
- しあわせな結婚 -スピンオフ-（2025年7月31日、TELASA） - 鈴木レオ 役[61]

### オリジナルビデオ
- てれびくん超バトルDVD 仮面ライダービビビのビビルゲイツ（2019年9月） - 少年 役
- 仮面ライダージオウ NEXT TIME ゲイツ、マジェスティ（2020年4月22日、東映） - ウール 役[62]

### 劇場アニメ
- かがみの孤城（2022年12月23日、松竹） - スバル 役[63]
- ペリリュー -楽園のゲルニカ-（2025年12月5日公開予定、東映） - 主演・田丸均一等兵 役[64]

### CM
- Panasonic「LUMIX GM」ショートフィルム（2013年11月）
- Happy Elements「あんさんぶるスターズ!! Music」（2022年9月）[65]
- 住友林業「住友林業」Good Neighbor Wood　
  - 共生篇（2022年9月）
  - 森林篇（2022年10月）
  - 木造建築篇 （2022年12月）
- 学情「Re就活」（2023年10月）[66]
- ポッカサッポロフード&ビバレッジ「北海道コーン茶」（2024年5月）[67]
- ZOZO「ZOZOTOWN」（2024年5月）[68]
- 日清食品「日清のどん兵衛」（2024年5月）[69]
- バンダイ「よみきかせキャンバス」（2025年4月） - オフィシャルクリエイター[70]

### MV
- SKE48（白組）「体育館で朝食を」（2012年9月）
- 浜崎貴司×奥田民生「君と僕」（2013年1月）
- Vaundy「そんなbitterな話」（2023年3月）
- BOYNEXTDOOR「Count To Love」（2025年8月）[71]

### 舞台
- こどものおもちゃ（2015年8月20日 - 30日、博品館劇場） - 羽山秋人 役 ※Wキャスト
- アンジェラ（2016年2月17日 - 20日、新宿村LIVE） - ロロ 役
- ミュージカル「青春-AOHARU-鉄道」
  - 「青春-AOHARU-鉄道2 〜信越地方よりアイをこめて〜」 - 長野新幹線役
    - 東京公演（2016年11月9日 - 13日、AiiA 2.5 Theater Tokyo）
    - 神戸公演（2016年11月18日 - 20日、新神戸オリエンタル劇場）

  - 「青春-AOHARU-鉄道3」 - 長野新幹線・上越線 役（ゲスト）
    - 東京公演（2018年5月9日 - 13日、品川プリンスホテル クラブeX）
    - 神戸公演（2018年5月18日 - 19日、新神戸オリエンタル劇場）

  - ミュージカル『青春-AOHARU-鉄道』コンサート Rails Live 2019 - 長野新幹線・上越線 役
    - 東京公演（2019年10月30日 - 31日、舞浜アンフィシアター）
    - 大阪公演（2019年11月3日 - 4日、COOL JAPAN PARK OSAKA WWホール）
- Live Musical「SHOW BY ROCK!!」 - セレン 役
  - 「SHOW BY ROCK!!」 〜THE FES II-Thousand XVII〜（2017年5月11日 - 13日、品川プリンスホテルステラボール）
  - 「SHOW BY ROCK!!」―深淵のCrossAmbivalence―（2017年10月19日 - 29日、AiiA 2.5 Theater Tokyo）
  - 「SHOW BY ROCK!!」〜THE FES 2018〜（2018年6月26日 - 27日、Zepp DiverCity）
  - 「SHOW BY ROCK!!」 ― 狂騒のBloodyLabyrinth ―
    - 東京公演（2018年8月30日 - 9月9日、天王洲銀河劇場）
    - 大阪公演（2018年9月14 - 17日、梅田芸術劇場シアター・ドラマシティ）

### 情報番組
- ZIP!（日本テレビ） 
  - 2021年5月月替わり金曜パーソナリティー（7日 - 28日）
- めざましテレビ（フジテレビ） 
  - 2022年10月マンスリーエンタメプレゼンター[72]（14日・21日・26日）
- news zero（日本テレビ）
  - 金曜パートナー[73]（2022年12月2日 - 16日）
  - 水曜パートナー[74]（2024年4月3日 - 6月26日）
  - 水曜パートナー[75]（2025年4月2日 - ）

### バラエティ
- ゆる系忍者隊 ニンスマン（2020年10月4日 - 2021年3月21日、テレビ朝日）[76]
- 痛快TV スカッとジャパン
  - 「不良少女とオタク少年に起きた奇跡」（2020年2月17日、フジテレビ） - 杉山哲也 役　
  - 「息子の就職失敗…母が流した嬉し涙」（2021年12月6日、フジテレビ） - 福田祐介 役

### WEBラジオ
- 「オールナイトニッポンiおしゃべや」ゆうたろう×板垣李光人のおしゃべや〜#ぱじゃま男子会〜（2019年7月1日 - ）

### ナレーション
- Venue101 Presents Stray Kids 5-STAR LIVE（2023年9月23日、NHK総合）[77]

### 音声ガイド
- テート美術館展 光 ― ターナー、印象派から現代へ（2023年7月12日 - 10月2日、国立新美術館 / 2023年10月26日 - 2024年1月14日、大阪中之島美術館）[78]

### その他
- ムラサキスポーツ「CREW & HOODIE スウェットコレクション」（2013年10月）
- ムラサキスポーツ「福袋コーディネート」（2013年11月）
- 「JENNI」店頭カタログ・新聞広告・雑誌広告・販促物（2014年3月）
- ニコ☆プチメンズモデル（2015年 - 2017年）
- SDGs推進 TGC しずおか 2023 by TOKYO GIRLS COLLECTION（2023年1月14日、ツインメッセ静岡 北館）
- ポッカサッポロフード&ビバレッジ「北海道コーン茶」イメージキャラクター（2024年）[79]
- きかんしゃトーマスの世界展 〜はたらく機関車たちのおはなし〜（2025年3月15日、京都鉄道博物館） - 応援サポーター[80]

## 書籍

### 写真集
- 板垣李光人1st写真集「Rihito 18」（2020年6月17日、SDP、撮影：安藤政信・市原隼人・三浦貴大、ISBN 978-4-906953-78-3）[81]
- 板垣李光人 20th Anniversary Photobook「Interlude」（2022年12月18日、SDP、ISBN 978-4-910528-19-9）[82]

### カレンダー
- 板垣李光人カレンダー2021.4-2022.3（2021年3月28日、SDP）[83]
- 板垣李光人カレンダー2024.4-2025.3（2024年3月31日、SDP）[84]

## 個展
- 板垣李光人 個展『 愛と渇きと。』（2024年9月27日 - 11月10日、渋谷PARCO GALLERY X BY PARCO 他）[85]

## ディスコグラフィ

### キャラクターソング
| 発売日       | 商品名                                                      | 歌                                                                 | 楽曲              |
| ------------ | ----------------------------------------------------------- | ------------------------------------------------------------------ | ----------------- |
| 2019年9月4日 | 仮面ライダージオウ 主題歌&挿入歌 ベスト ソング コレクション | ウール（板垣李光人）、オーラ（紺野彩夏）、スウォルツ（兼崎健太郎） | 「Revolutionize」 |

## 受賞歴
2022年
- LINE NEWS AWARDS 2022 エンタメ部門 NEXT NEWS賞

2024年
- 第27回日刊スポーツ・ドラマグランプリ 冬ドラマ 助演男優賞（『マルス-ゼロの革命-』）
- 日経トレンディ「2025年 来年の顔」

2025年
- 第48回日本アカデミー賞 新人俳優賞（『八犬伝』『はたらく細胞』『陰陽師0』）